# Цетти
Цетти (пол. Cetty, нім. Zetten) — село в Польщі, у гміні Ходеч Влоцлавського повіту Куявсько-Поморського воєводства.
Населення — 111 осіб (2011).
У 1975-1998 роках село належало до Влоцлавського воєводства.

## Демографія
Демографічна структура станом на 31 березня 2011 року:
|          | Загалом | Допрацездатний вік | Працездатний вік | Постпрацездатний вік |
| -------- | ------- | ------------------ | ---------------- | -------------------- |
| Чоловіки | 55      | 6                  | 42               | 7                    |
| Жінки    | 56      | 8                  | 33               | 15                   |
| Разом    | 111     | 14                 | 75               | 22                   |